# Ángel de Villafañe

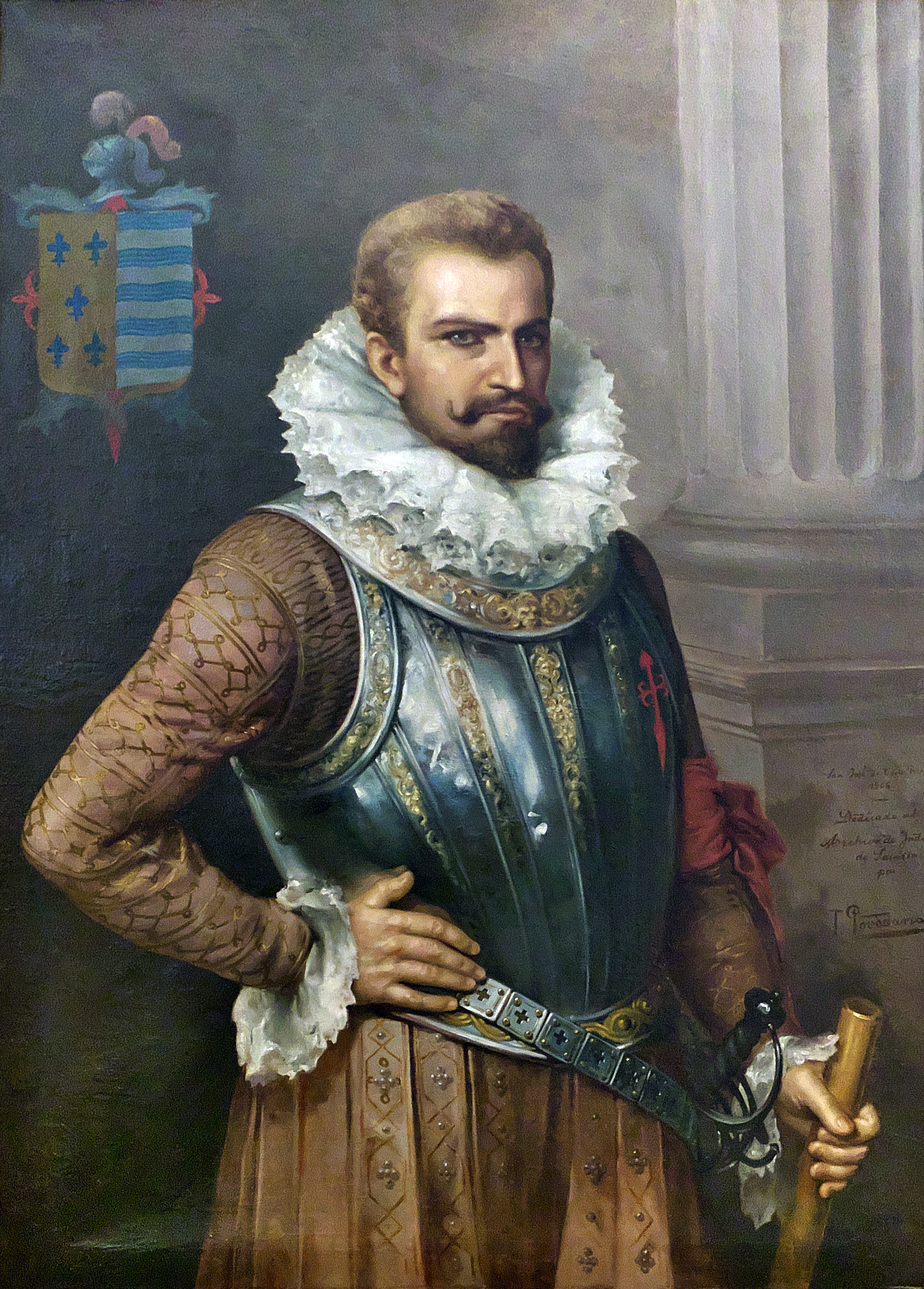
Don Pedro de Alvarado.

Àngel de Villafañe (ca. 1504 -?) va ser un explorador, administrador colonial i capità de vaixell espanyol que va participar en les conquesta de l'Imperi asteca i Guatemala, recordat per haver intentat establir un assentament a la costa atlàntica dels actuals Estats Units i haver rescatat els supervivents del primer assentament establert a la costa de la Florida espanyola.

## Orígens

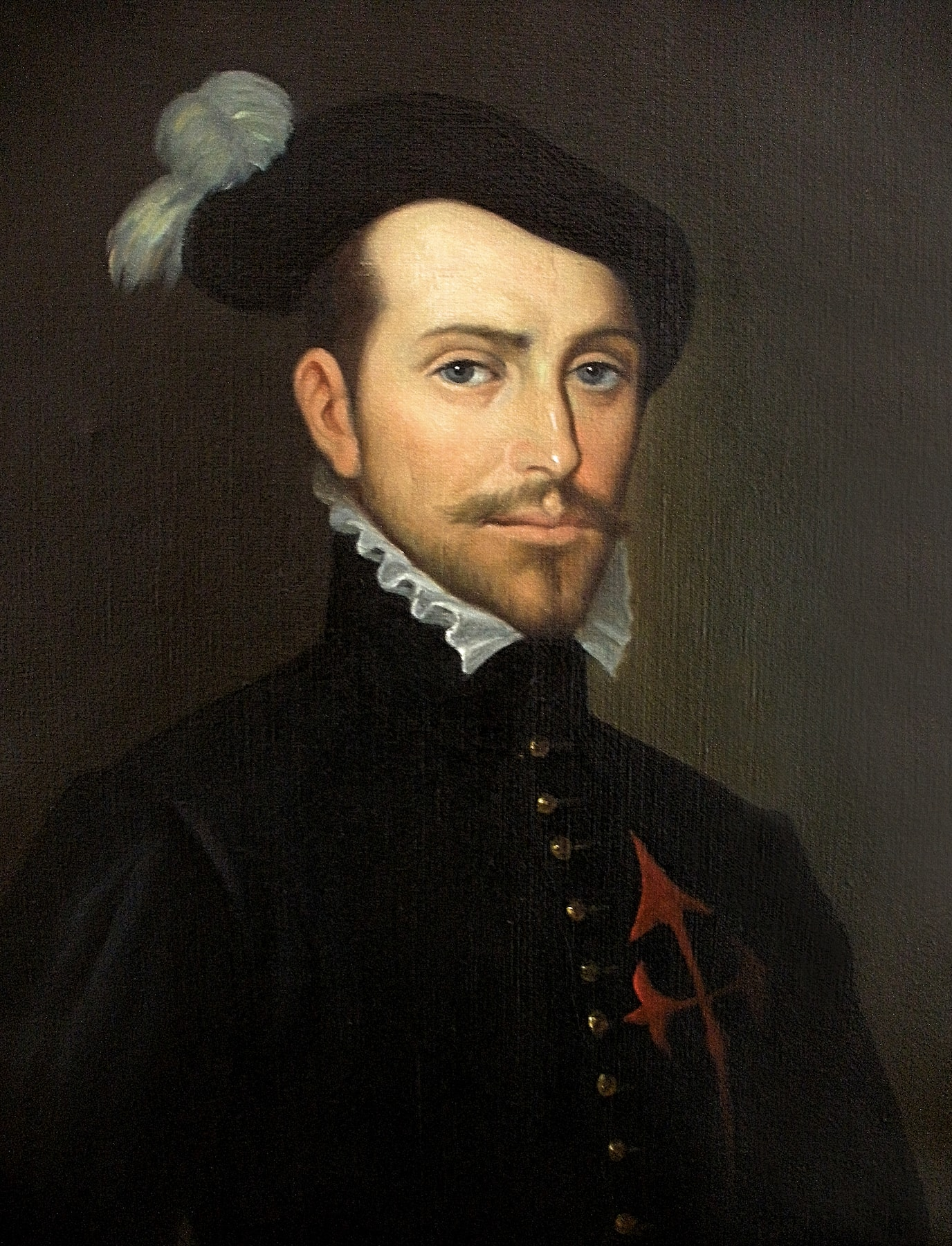
Hernán Cortés.

Ángel de Villafañe va néixer al voltant de 1504, sent fill de Juan de Villafañe i Catalina de Valdés, ambdós naturals de Lleó. a la Corona de Castella, que havien servit als Reis Catòlics. El 1513, als nou anys, el jove Ángel va acompanyar al seu pare en la flota de Pedrarias Dávila a Santa María la Antigua del Darién.
El 1523 Villafañe va participar en l'expedició de Francisco de Garay al riu Pánuco. Frustrada per Hernán Cortés la intenció de Garay d'establir una colònia, Villafañe va decidir unir-se a la facció de Cortés i traslladar-se a Ciutat de Mèxic. Allà Villafañe es va casar amb Ynes de Carvajal, parent del conqueridor Pedro de Alvarado. Ángel de Villafañe va arribar a ser conegut com «un dels principals cavallers» d'aquesta ciutat, i, tant ell com la seva dona, van ser reconeguts com a «gentils, gentilhomes i de gran fortuna».
Villafañe va participar en la conquesta de Michoacán i Colima, i també va ajudar a sotmetre als maies chontals, els zapoteques i mixes. Per les seves accions se li va concedir una encomienda a Xaltepec. Després va participar en la pacificació de Jalisco i, com a capità de vaixell, en l'exploració de Cortés de la costa de l'oceà Pacífic.
No ha estat trobat cap informe sobre la mort de Villafañe.
Una de les seves filles, Catalina, es va casar amb Jorge, un fill de Jorge de Alvarado, germà petit de Pedro de Alvarado, i d'aquesta unió va néixer Jorge de Alvarado y Villafaña, governador i capità general d'Hondures, i cavaller de Santiago des de 1587.

## Rescat a l'illa del Padre

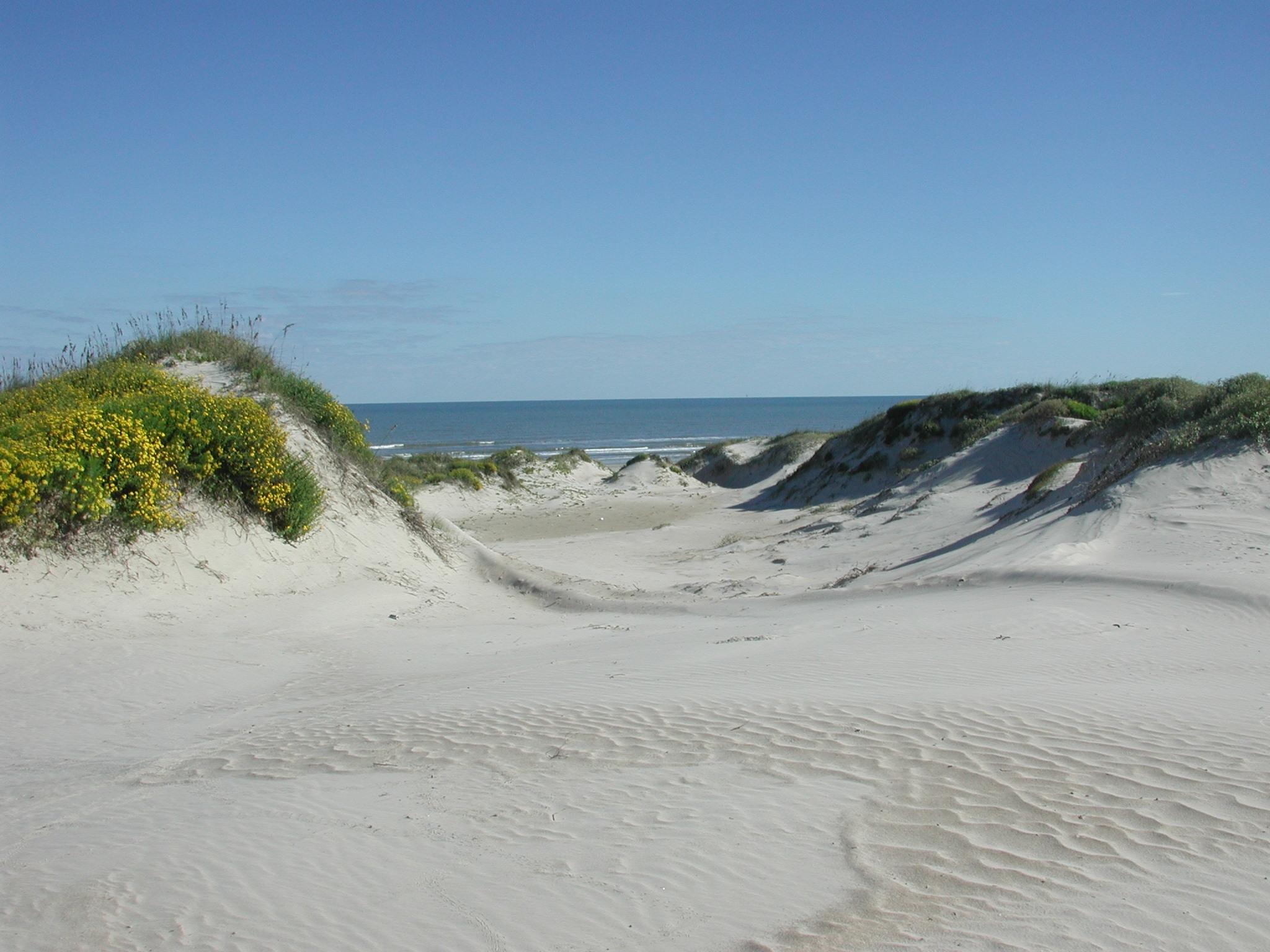
Dunes a l'illa del Padre.

El 1553 Villafañe es va veure embolicat en una lluita política després d'arrestar, seguint ordres del virrei, l'inspector del rei Diego Ramírez. Atrapat entre el virrei i la Reial Audiència, va tractar d'alliberar-se mitjançant l'enviament d'una carta a l'emperador Carles I. La seva carta va ser enviada l'abril de 1554 i anava al vaixell San Andrés, l'únic vaixell supervivent dels quatre que navegaven en aquell moment a la península. Els altres tres vaixells van ser destruïts per un huracà a la costa de l'illa del Padre, una illa costanera a l'actual Texas. A principis de juny, quan va arribar la notícia del desastre a Ciutat de Mèxic, el virrei va sol·licitar una flota de rescat i va enviar immediatament a Villafañe per terra per trobar els possibles supervivents i les restes dels vaixells carregats de tresors.
Villafañe va viatjar a Pánuco, on contractà un vaixell perquè el dugués al lloc del naufragi, el qual ja havia estat visitat des d'aquesta comunitat. Va arribar a temps per saludar García de Escalante Alvarado, nebot de Pedro de Alvarado, comandant de l'operació marítima de salvament, que va arribar el 22 de juliol de 1554. L'equip va treballar a la zona fins al 12 de setembre per salvar el tresors.

## Els assentaments a Amèrica del Nord
Aquesta pèrdua, combinat amb altres desastres de vaixells en tot el golf de Mèxic, va donar lloc a un pla per establir un assentament permanent a la costa nord del golf per protegir la navegació i arribar més ràpidament al possible rescat dels nàufrags. Com a resultat va ser enviada l'expedició de Tristán de Luna y Arellano, al comandament d'una flota formada per 11 vaixells, 500 soldats i 1.000 colons, que va desembarcar en el que va batejar com Ochuse, l'actual badia de Pensacola, el 15 agost de 1559 i va fundar el Puerto de Santa María.
Ángel de Villafañe va participar en l'expedició de Luna y Arellano des del principi. Abans de navegar es va fer càrrec del campament a Jalapa, mentre Luna y Arellano viatjava a Veracruz per completar el necessari per al viatge. Després, al comandament de la guarnició de San Juan de Ulúa estacionada a Veracruz, Villafañe va ser capaç de controlar el funcionament i informar el virrei Luis de Velasco y Ruiz de Alarcón.
Un any més tard, quan Luna y Arellano demostrà la seva incapacitat per gestionar els assentaments a la Florida, el virrei Velasco envià a Villafañe per abastir-lo i intentar establir un assentament a la costa atlàntica, a Santa Elena. Tristán de Luna y Arellano havia patit moltes desgràcies en tractar de traslladar el delmat assentament d'Ochuse, castigat per un huracà la nit del 19 de setembre de 1559,)) i pel fet que s'havien esgotat la majoria d'aliments dels indígenes. Villafañe va arribar a Ochuse a principis de març de 1561, i el 9 d'abril va assumir el poder com a governador i capità general, tant de la província de La Florida com de la província de Punta de Santa Elena.
Deixant 50 homes a Ochuse, Villafañe va navegar amb els altres colons, unes 230 persones, fins a Santa Elena, a Geòrgia, prop de Carolina del Sud. Després de diversos desembarcaments per la costa de la Carolina buscant un port adequat, la flota es va veure afectada per un altre huracà que suposà l'enfonsament d'alguns vaixells. Villafañe va navegar amb la seva flota maltractada per la tempesta fins a l'Hispaniola i l'Havana, on molts dels seus soldats es van dispersar. Després de tres mesos a Cuba, Villafañe va tornar a Ochuse per rescatar els 50 homes que s'hi havien quedat i tornant cap a Mèxic.
Juntament amb altres participants en l'intent d'establir-se a la Florida, Villafañe va ser convocat pel virrei Velasco per oferir assessorament sobre futurs assentaments. Els consultats van concloure amb una avaluació negativa dels assentaments, tant a la costa del golf com a la costa atlàntica. Els futurs intents d'establir-se a la costa atlàntica van ser fets des d'Espanya, i no hi hagué cap nova empresa colonial al nord de la costa del golf fins després de l'arribada de René Robert Cavelier de La Salle, a Texas, més d'un segle després.